# Санта Марија А Грињано (Сијена)
Санта Марија А Грињано је насеље у Италији у округу Сијена, региону Тоскана.
Према процени из 2011. у насељу је живело 16 становника. Насеље се налази на надморској висини од 358 м.